# Memmo Carotenuto

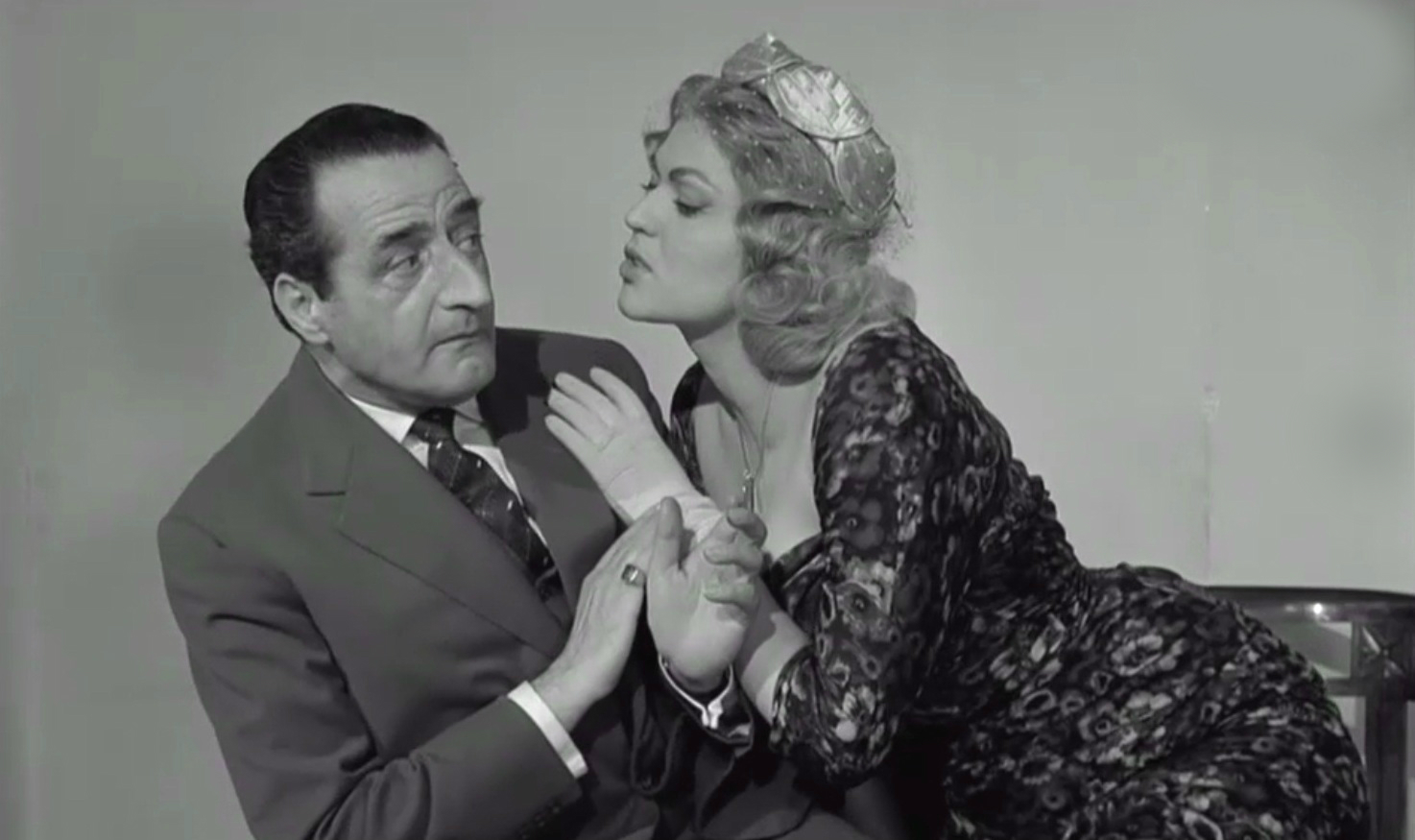
Memmo Carotenuto e Gina Rovere in I piaceri dello scapolo (1960)

Guglielmo Carotenuto (aka Memmo), (n. 24 iulie 1908 – d. 23 decembrie 1980) a fost un actor italian de film, fratele actorului Mario Carotenuto.

## Filmografie selectivă
- 1948 Hoți de biciclete (Ladri di biciclette), regia di Vittorio De Sica
- 1954 Casa Ricordi, regia: Carmine Gallone
- 1956 Bigamul (Il bigamo), regia: Luciano Emmer
- 1957 Soții în oraș (Mariti in città), regia: Luigi Comencini
- 1957 Adio arme (A Farewell to Arms), regia: John Huston
- 1957 Între noi părinții (Padri e figli), regia: Mario Monicelli
- 1958 Veșnicii necunoscuți [3] (I soliti ignoti), regia: Mario Monicelli
- 1959 Confidentul doamnelor (Le confident de ces dames), regia: Jean Boyer
- 1962 Banda de lași (Un branco di vigliacchi), regia: Fabrizio Taglioni